# کیم بیونگ مان
کیم بیونگ مان (کره‌ای: 김병만؛ زادهٔ ۲۹ ژوئیه ۱۹۷۵) کمدین اهل کره جنوبی است.

## زندگی‌نامه
کیم بیونگ مان در خانواده‌ای فقیر و با یک خواهر بزرگتر و دو خواهر کوچکتر در جونجو، وانجو کانتی، استان جولا شمالی در کره جنوبی به دنیا آمد.

## زندگی شخصی
در مه ۲۰۲۲، مادر کیم بیونگ مان فوت کرد و مراسم خاکسپاری‌اش به صورت خصوصی انجام شد.